# André Jourdain (évêque)
Pour les articles homonymes, voir André Jourdain et Jourdain (homonymie).
André Jourdain (né au hameau du Villard à Saint-André le 25 mai 1780, mort à Aoste le 29 mai 1859) est un ecclésiastique savoyard qui fut évêque d'Aoste de 1832 à 1859.

## Biographie
André Jourdain nait le 25 mai 1780 au Villard, hameau de Saint-André près de Modane en Maurienne. Il est le fils d'Étienne Jourdain et de son épouse Marie-Christine Rasier. Ordonné diacre le 15 décembre 1805, puis prêtre le  23 avril 1806, professeur de dogme et de morale au grand séminaire de Chambéry n'étant que sous diacre, il devient chanoine et vicaire général du diocèse de Saint-Jean-de-Maurienne.
Il est choisi comme évêque d'Aoste, diocèse désormais suffragant de l'archevêché de Chambéry, par le roi Charles-Albert de Sardaigne le 13 juin 1832, titre confirmé par le pape Grégoire XVI le 2 juillet 1832, puis il est consacré le 23 septembre 1832 dans la Cathédrale Saint-Jean-Baptiste de Saint-Jean-de-Maurienne par Antoine Martinet archevêque de Chambéry assisté par Pierre-Joseph Rey, évêque d'Annecy, et Antoine Rochaix, évêque de Tarentaise. Il prend possession de son diocèse le 7 octobre suivant.
Après un synode tenu à Aoste les 27, 28 et 29 octobre 1835, sont publiées les Constitutions et instructions synodales du diocèse d'Aoste. Cette époque voit le développement de l'enseignement catholique dans la Vallée d'Aoste notamment pour les filles avec la Congrégation des sœurs de Saint-Joseph et pour les garçons avec les Frères des écoles chrétiennes, toutefois à Aoste ils seront remplacés par le Conseil de la Ville en 1857 par des instituteurs laïcs et expulsés en 1860.
L'évêque d'Aoste doit faire face à un conflit ouvert avec un chanoine de la cathédrale Jean-Martin-Félix Orsières de tendance libérale, rédacteur dans « La Feuille d'Annonces d'Aoste » le premier journal régional et dont il doit mettre les écrits à l'index en 1851. André Jourdain et son vicaire général Jacques-Joseph Jans  soutiennent contre lui un autre chanoine Léon-Clément Gérard jusque ce qu Orsières menacé d'excommunication par la Curie romaine fasse sa soumission en 1855.
L'épiscopat d'André Jourdain est aussi marqué par ce que l'historiographie locale dénomme la « 3e insurrection des Socques » : ces derniers sont des paysans pauvres et très croyants qui s'élèvent contre les taxes nouvelles et les mesures jugées anticléricales notamment la suppression de certaines fêtes religieuses, mesures prises par le gouvernement de Camillo Cavour à Turin. Des bandes d'émeutiers marchent sur Aoste les 26,27 et 28 décembre 1853. Le 29 décembre, l'évêque André Jourdain accepte de se joindre à Bruno Favre le syndic d'Aoste (1852-1863) considéré comme un libéral, afin de les convaincre de rentrer chez eux. Toutefois  532 personnes sont arrêtées, 78 sont écroués et 26 s'enfuient. Quatre prêtres enfermés au Fort de Bard seront jugés puis acquittés comme la plupart des inculpés. La presse libérale d'Aoste représentée par le « Constitutionnel Valdôtain » publié depuis 1848 ne manque pas d'accuser l'évêque et le clergé valdôtain d'avoir fomenté ces troubles et l'avocat Jean-Laurent Martinet, député d'Aoste, relaye ces accusations à la Chambre de Turin. De tendance conservatrice, André Jourdain envoie en 1854 une lettre aux clercs et aux fidèles mettant à l'Index la lecture des publications du chanoine libéral d'Aoste Félix Orsières et du « Constitutionnel » 
André Jourdain meurt à Aoste le 28 mai 1859. Après son décès les tensions croissantes suscitées par la réalisation de l'unité italienne entre le royaume de Sardaigne du roi Victor-Emmanuel II, Camillo Cavour et le  Saint-Siège ne permettent pas de lui nommer un successeur. Le diocèse d'Aoste est administré jusqu'en 1867 par le vicaire général  et futur évêque Jacques-Joseph Jans avec le titre de Vicaire capitulaire.